# دمسيسة مخملية
دمسيسة مخملية (الاسم العلمي: Ambrosia velutina) هي نوع من النباتات تتبع جنس الدمسيسة من الفصيلة النجمية.